# 王建平
王建平（1953年12月—），河北省赞皇县人，生于辽宁省抚顺市，原中国人民解放军上将，曾任中国人民武装警察部队司令员、中央军委联合参谋部副参谋长。中共第十七届中央候补委员、委员（十七届七中全会递补），第十八届中央委员。

## 生平
1969年参军，在陆军第四十军炮兵部队服役，担任过炮兵四十二团团长和陆军第四十集团军炮兵旅参谋长，旅长。1992年任陆军第四十集团军步兵一二〇师师长，后步兵一二〇师转为武警机动师，王建平即转入武警部队。1996年，任武警西藏总队总队长，后升任武警部队副参谋长。2006年，任武警部队参谋长。2009年6月，任武警部队副司令员，旋接替退役的吴双战出任武警部队司令员。2012年7月，晋升为武警上将警衔。2014年12月，任中国人民解放军副总参谋长。2015年1月，兼任全军军事训练监察领导小组组长。2016年1月，任新成立的中央军委联合参谋部副参谋长。
2016年8月26日，香港《南华早报》刊登独家报道，称王建平于8月25日在四川成都视察期间被军方纪检人员带走，其妻子及秘书则于同日在北京被带走。另外，王建平前任秘书、现任武警部队训练部副部长的苏海辉也被带走。
2016年12月29日，中国国防部新闻发言人杨宇军表示：中央军委联合参谋部副参谋长、武警部队原司令员王建平因涉嫌受贿犯罪，军事检察机关已对其立案侦查。王建平也成为中共十八大以来解放军首位落马的现役上将（徐才厚、郭伯雄、田修思被调查时均已退役）。2017年10月，中共十八届七中全会确认中央政治局先前做出的开除其党籍的处分。

## 家庭
- 父：王振海，曾任抚顺市委副书记、抚顺矿务局党委书记，中国煤炭地质总局党委书记[8]。